# 발터 라테나우

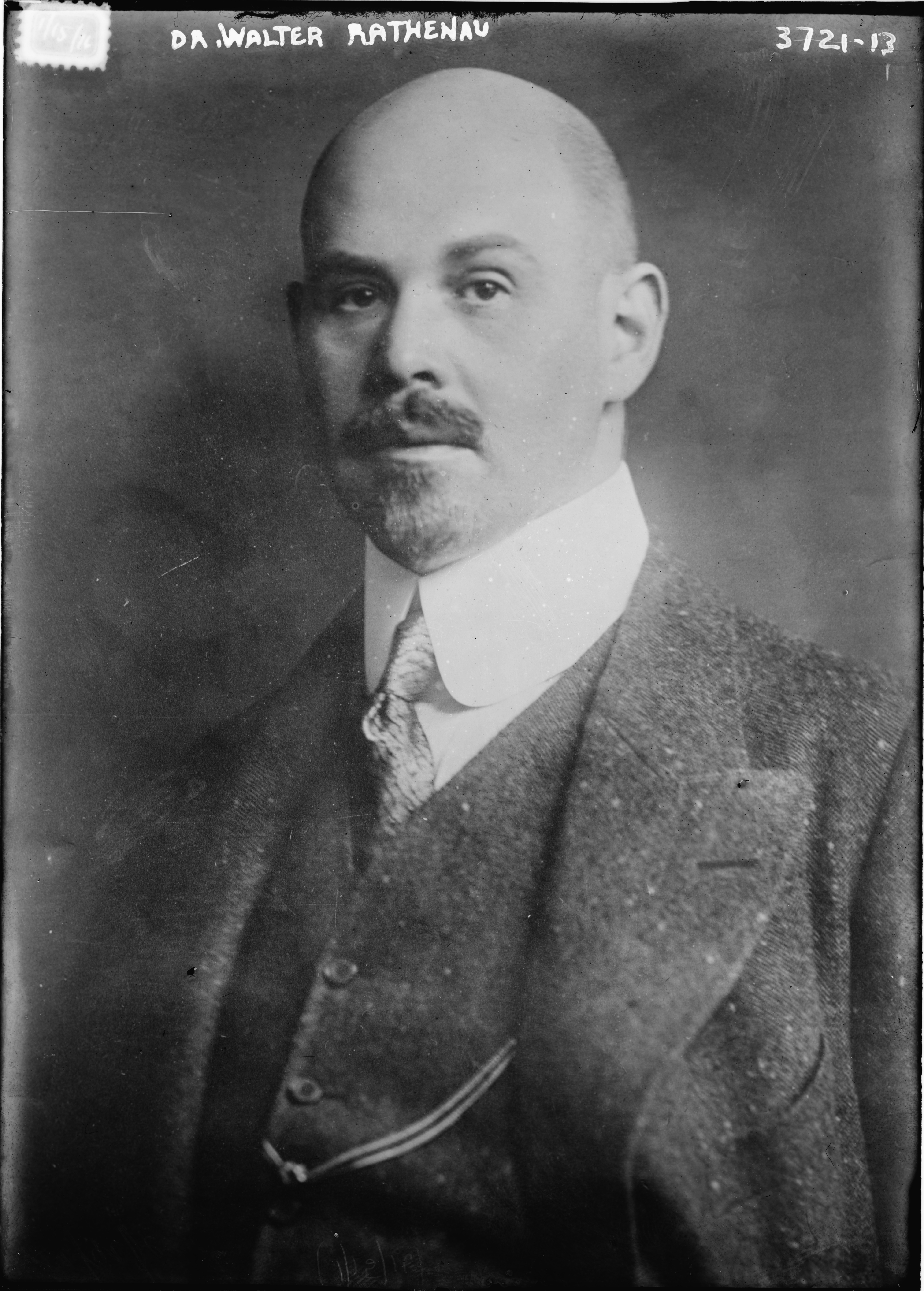

발터 라테나우(Walther Rathenau, 1867년 9월 29일 - 1922년 6월 24일)는 독일의 산업가, 작가, 정치가로 1922년 2월부터 6월까지 독일 외무장관을 역임했다.
라테나우는 저명한 유대인 사업가이자 전기 공학 회사인 AEG(Allgemeine Elektrizitäts-Gesellschaft)의 설립자인 에밀 라테나우(Emil Rathenau)의 아들이었다. 베를린 대학에서 물리학 박사 학위를 취득한 후 그는 AEG 이사회에 합류하기 전에 여러 산업 분야에서 직책을 맡아 독일 제국 말기의 선도적인 산업가로 자리매김했다. 1915년 아버지가 사망하자 AEG 회장이 되었다. 제1차 세계 대전 중에 그는 독일 전쟁 경제 조직에 깊이 관여했으며 전쟁 원자재 부서를 이끌었다.
전쟁 후 라테나우는 독일 민주당 창립을 도왔고 전후 바이마르 공화국에서 영향력있는 인물이었다. 1921년 그는 요제프 비르트 수상에 의해 재건부 장관으로 임명되었고, 1년 후에는 외무장관이 되었다. 라테나우는 1922년 라팔로 조약을 협상하여 독일과 소비에트 러시아 간의 관계를 정상화하고 경제 관계를 강화했다. 독일이 베르사유 조약에 따른 의무를 이행한다는 라테나우의 주장과 함께 이 합의는 우익 민족주의 단체(초기 나치당 포함)가 그를 유대인-공산주의 음모의 일부로 낙인찍도록 이끌었다.
조약 서명 2개월 후, 라테나우는 베를린에서 초민족주의 준군사 조직 조직 영사에게 암살당했다. 그의 죽음에 뒤이어 국가적 애도와 반혁명 테러리즘에 대한 광범위한 시위가 뒤따랐고, 이로 인해 바이마르 공화국이 잠시 강화되었다. 라테나우는 바이마르 시대에 민주적 순교자로 간주되었다. 1933년 나치가 권력을 장악한 후 라테나우에 대한 모든 추모식은 체계적으로 금지되었다.